# دهستان خانمرود
دهستان خانمرود یکی از دهستان‌های استان آذربایجان شرقی است که در بخش مرکزی شهرستان هریس واقع شده‌است.

## مکان‌های گردشگری
بقعه تاریخی شیخ اسحاق
در ما بین روستا های نهران و خانقاه و در منطقه ای سر سبز و چمن زار بقعه ای تاریخی و آجری به نام شیخ اسحاق وجود دارد که مربوط به دوران صفویه در ایران است و به دلیل دارا بودن معماری اسلامی و تاریخی مورد توجه گردشگران قرار گرفته است.
کوه اکوز داغی
در کوه اکوز داغی چشمه ی آب معدنی وجود دارد که از قله این کوه می جوشد و برای امراض مختلف از جمله سنگ کلیه بسیار مفید است همچنین به دلیل دارا بودن معادن مس طلا و ماسه مورد توجه زمین شناسان قرار گرفته است.
گورستان هیق
هیق یکی از روستا های دهستان خانمرود است که در نزدیکی این روستا دو گورستان وجود دارد که یکی اسلامی بوده و دارای صندوقچه ها و قوچ های سنگی هستند و گورستان دیگر دارای قبور بسیار قدیمی و غیر اسلامی هستند که قطعه سنگ های روی آن‌ها وجود دارد و در بین عوام به (گوور قبری) معروف هستند.
گورستان بقعه شیخ اسحاق
در جانب غربی بقعه تاریخی شیخ اسحاق قبوری قدیمی وجود دارد که بر روی آن‌ها لوح ها کتیبه ها مجسمه ها و قطعه سنگ هایی وجود دارد که نشان دهنده این است که این قبور مربوط به قرون نه ده و یازده هجری است و یک منطقه تاریخی به حساب می آید.
برج مقبره ای نوجه ده
روستای نوجه ده یکی از روستا های دهستان خانمرود است که در آن مقبره ای تاریخی برجی و آجری وجود دارد که دیواره برج فرو ریخته است و اتاقک پایین مقبره باقی مانده است.
کوه های جنوبی نهران
نهران از روستا های دهستان خانمرود است در طرف جنوبی نهران کوه های زنجیره ای وجود دارند که از نظر زمین شناسی کوه پیر محسوب می شوند و به دلیل دارا بودن طبیعتی زیبا در فواصل بهار و تابستان برای کوه نوردان بسیار مناسب است.
دربند هرزه ورز
روستای هرزه ورز یکی از روستا های دهستان خانمرود است که دربند آن به دلیل دارا بودن جاذبه های طبیعی بکر و زیبایی به یک منطقه توریستی تبدیل شده است و اهالی روستا و دهستان خود نیز به منظور گردش و تفریح به این منطقه می روند.
جاده توریستی هریس-مشکین شهر
قسمتی از این جاده از دهستان خانمرود می گذرد و گردشگران به منظور بازدید و استراحت از طبیعت دهستان استفاده می کنند.
روستای شیران
روستای شیران به دلیل داشتن طبیعتی زیبا و بکر خیل عظیمی گردشگران را به خود جلب می کند همچنین این روستا مرتفع ترین منطقه مسکونی در شهرستان هریس محسوب می شود از مهمترین مناطق روستای شیران می توان به آبشار شیران اشاره کرد.

## کار و پیشه مردم
کشاورزی و دامداری